# Aloys Henhöfer

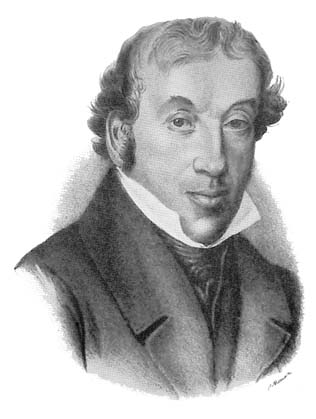
Aloys Henhöfer

Aloys Henhöfer (* 11. Juli 1789 in Völkersbach bei Ettlingen; † 5. Dezember 1862 in Spöck) war ein deutscher Theologe der Erweckungsbewegung.

## Leben
Aloys Henhöfer entstammte als viertes Kind einer katholischen Bauernfamilie in der Markgrafschaft Baden. Er besuchte ab 1802 das Gymnasium in Rastatt und studierte ab 1811 an der Universität Freiburg im Breisgau. 1814 kam er an das Priesterseminar nach Meersburg, wo er 1815 zum katholischen Priester geweiht wurde. Als Hauslehrer kam er zu Reichsfreiherr Julius von Gemmingen-Steinegg (1774–1842) auf Schloss Steinegg bei Mühlhausen an der Würm, wo er 1818 nach dem Tode des Ortspfarrers auch die Pfarrstelle erhielt.
Im armen Mühlhausen waren Schmuggel und Jagdfrevel an der Tagesordnung, außerdem zeigte die Jugend Ansätze von Verwahrlosung. Henhöfer predigte das „reine Evangelium“ über die Konfessionsgrenzen hinweg und zog sowohl katholische als auch evangelische Gläubige zu seinen Predigten an. 1819 nahm er Kontakte zur pietistischen Brüdergemeinde Korntal auf, musste sich im selben Jahr jedoch erstmals vor dem bischöflichen Vikariat in Bruchsal wegen seiner Predigtinhalte verantworten. Er löste sich zusehends von der katholischen Kirche, so dass er 1822 schließlich vom Amt suspendiert, in Bruchsal festgesetzt und mit 80 Anklagepunkten konfrontiert wurde. Nachdem er dem Vikariat eine Schrift mit seinen Ansichten zur Heiligen Schrift vorgelegt hatte, wurde er noch im Jahr 1822 aus der katholischen Kirche ausgeschlossen.
Im Jahr 1823 trat Henhöfer schließlich zum Protestantismus über. Ihm folgten 44 Familien mit insgesamt 220 Personen aus seiner früheren Gemeinde in Mühlhausen, inklusive der Freiherren von Gemmingen-Steinegg. Julius von Gemmingen-Steinegg ließ 1830 in Mühlhausen eine evangelische Kirche erbauen und eine evangelische Schule mit Lehrer- und Pfarrerwohnung einrichten. Henhöfer blieb jedoch auf Bestreben der katholischen Kirchenleitung eine Stellung als evangelischer Pfarrer in Mühlhausen verwehrt. Vielmehr wurde er nach Graben bei Karlsruhe versetzt.
Nach einer Predigt in der Schlosskirche in Karlsruhe 1827 wurde er in die Pfarrei nach Spöck und Staffort, den Grenzdörfern zum katholischen Bischofssitz Bruchsal versetzt, wo er bis zu seinem Tode 1862 wirkte. Ab 1830 kämpfte er dort für die Augsburgische Konfession und gegen die Einführung eines rationalistischen Katechismus. Zu den Vikaren, die Henhöfer in Spöck ausbildete, gehörte der spätere Hofprediger Emil Frommel. 
Auch dort zog sein Ruf als Prediger Menschen aus weitem Umkreis an, wenngleich er als Endzeitprediger und „Separatistenführer der Bekenntnistreuen“ den Katechismusstreit mit der Landeskirche anführte, verstand er es trotzdem, die Erweckungsbewegung unter dem Schirm der Kirchenorganisation zu halten. Sein strenges Verhalten gegenüber der Ortsbevölkerung ist beispielsweise durch ein von ihm erwirktes 32-jähriges Verbot von dörflichen Tanzveranstaltungen in Protokollen der Gemeinde Staffort belegt.

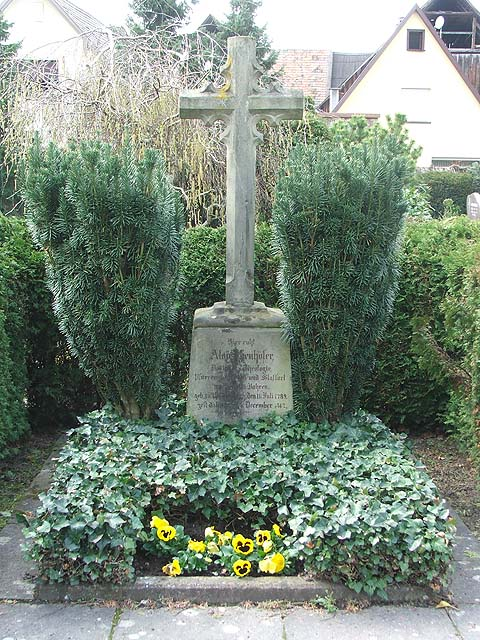
Grabstätte Henhöfers in Spöck:
Hier ruht / Aloys Henhöfer / Doctor der Theologie, / Pfarrer zu Spöck und Staffort / während 35 Jahren. / geb zu Völkersbach den 11. Juli 1789, / gest dahier den 5. December 1862.

Unter Henhöfers Mitwirkung sollen ab 1848 mehrere Waisen- und Rettungshäuser, darunter die Hardtstiftung, sowie zwei Diakonissenhäuser in Karlsruhe und Nonnenweier entstanden sein. Im Jahre 1849 entstand der Evangelische Verein für Innere Mission Augsburgischen Bekenntnisses („AB-Verein“). Im Jahr 1856 wurde Henhöfer von der theologischen Fakultät der Universität Heidelberg als „aufrichtiger Bekenner und Verkünder der christlichen Frömmigkeit“ zum Ehrendoktor ernannt.
Henhöfer heiratete 1828 Luise Daler aus Durlach. Er verstarb 1862 an den Folgen einer Lungenentzündung und wurde in Spöck bestattet.

## Ehrungen und Aloys Henhöfer als Namensgeber
Die Evangelische Kirche in Deutschland erinnert mit einem Gedenktag im Evangelischen Namenkalender am 5. Dezember an Aloys Henhöfer.
Die Aloys-Henhöfer-Schule in Pfinztal-Kleinsteinbach trägt den Namen des Theologen.
In Graben-Neudorf heißt das evangelische Gemeindehaus „Henhöfer-Haus“ als Erinnerung daran, dass Henhöfer dort fast 4 Jahre lang Pfarrer war.
Die Evangelische Landeskirche in Baden veranstaltete jährlich den „Henhöfertag“ als Impulstag für Gemeinde und Glauben (bis 2012).
Ein christliches Freizeitheim in Bad Herrenalb-Neusatz trägt den Namen „Henhöferheim“.
In Spöck ist die Henhöferstraße nach ihm benannt.

## Schriften (Ausgaben)
- Christliches Glaubensbekenntnis des Pfarrers Henhöfer von Mühlhausen, hrsg. von Friedrich Hauß. Verlag der Schriftenmission des Freundeskreises der Volksmission der Evang. Landeskirche in Baden e. V., Karlsruhe 1969. Digitalisat (2., unveränd. Aufl., verm. mit einer geschichtl. Rechtfertigung der Rückkehr zur evang. Kirche. Winter, Heidelberg 1824)
- Der Heilsweg. Predigten, hrsg. von Friedrich Hauß. Verlag der Schriftenmission des Volksmissionarischen Amtes der Evang. Landeskirche in Baden, Karlsruhe 1962
- Wer sich kennt: kennt die ganze Welt und hat den Schlüssel zu aller Menschen Herzen. Furche-Verlag, Berlin 1939

## Belege
1. ↑  Gerhard Ruhbach: Henhöfer, Aloys. (1789–1862). In: Helmut Burkhardt und Uwe Swarat (Hrsg.): Evangelisches Lexikon für Theologie und Gemeinde. Band 2. R. Brockhaus Verlag, Wuppertal 1993, ISBN 3-417-24642-3, S. 894.
2. 1 2  700 Jahre Graben. Graben-Neudorf, archiviert vom Original (nicht mehr online verfügbar) am 6. April 2012; abgerufen am 24. Februar 2013.
3. ↑  Frieder Schulz: Das Gedächtnis der Zeugen – Vorgeschichte, Gestaltung und Bedeutung des Evangelischen Namenkalenders, Göttingen 1975, S. 104.
4. ↑  Seite der Aloys-Henhöfer-Schule
5. ↑  Evangelische Kirchengemeinde Graben-Neudorf. Archiviert vom Original (nicht mehr online verfügbar) am 28. Januar 2013; abgerufen am 24. Februar 2013.
6. ↑  Evangelische Landeskirche in Baden: Innovationstag. In: ekiba.de. Abgerufen am 30. Oktober 2020.
7. ↑  Henhoeferheim

| Personendaten    | Personendaten                             |
| ---------------- | ----------------------------------------- |
| NAME             | Henhöfer, Aloys                           |
| ALTERNATIVNAMEN  | Henhöfer, Alois; Henhöfer, Aloysius       |
| KURZBESCHREIBUNG | deutscher Theologe der Erweckungsbewegung |
| GEBURTSDATUM     | 11. Juli 1789                             |
| GEBURTSORT       | Völkersbach bei Ettlingen                 |
| STERBEDATUM      | 5. Dezember 1862                          |
| STERBEORT        | Spöck                                     |